# Moscavide e Portela
Moscavide e Portela, oficialmente União das freguesias de Moscavide e Portela, é uma freguesia portuguesa do município de Loures, com 1,66 km² de área e 20922 habitantes (censo de 2021). A sua densidade populacional é 12 603,6 hab./km².

## História
Foi constituída em 2013, no âmbito de uma reforma administrativa nacional, pela agregação das antigas freguesias de Moscavide e Portela. A sede da nova freguesia situa-se na Portela.
A atual freguesia recobre sensivelmente, em termos de área, a antiga freguesia de Moscavide no período compreendido anterior a 4 de outubro de 1985 (data da autonomização da Portela), passando a englobar a parte desta última freguesia que, até àquela data, fazia parte da freguesia de Sacavém, ao mesmo tempo que perde a sua parte mais oriental, um estreito corredor (ou cabo de frigideira) a leste da Linha do Norte, integrado na nova freguesia do Parque das Nações, no município de Lisboa.

## Património
- Grupo de casas originais da antiga Estrada de Moscavide, junto à Igreja de Santo António (demolidas em 2015, para dar ligar ao novo Centro Pastoral)
- Capela de Nossa Senhora da Quinta do Candeeiro
- Igreja de Santo António de Moscavide
- Seminário Maior do Cristo-Rei dos Olivais
- Parque do Seminário dos Olivais (parcialmente destruído para dar lugar à urbanização Jardins do Cristo-Rei)
- Estação Ferroviária de Moscavide

## Demografia
A população registada nos censos foi:
| Distribuição da População por Grupos Etários | Distribuição da População por Grupos Etários | Distribuição da População por Grupos Etários | Distribuição da População por Grupos Etários | Distribuição da População por Grupos Etários | Distribuição da População por Grupos Etários |
| -------------------------------------------- | -------------------------------------------- | -------------------------------------------- | -------------------------------------------- | -------------------------------------------- | -------------------------------------------- |
| Antes da agregação                           |                                              |                                              |                                              |                                              |                                              |
| Ano                                          | 0-14 anos                                    | 15-24 anos                                   | 25-64 anos                                   | >= 65 anos                                   | Total                                        |
| 2001                                         | 3026                                         | 4021                                         | 15693                                        | 4885                                         | 27625                                        |
| 2011                                         | 3517                                         | 2109                                         | 14193                                        | 6256                                         | 26075                                        |
| Após a agregação                             |                                              |                                              |                                              |                                              |                                              |
| Ano                                          | 0-14 anos                                    | 15-24 anos                                   | 25-64 anos                                   | >= 65 anos                                   | Total                                        |
| 2021                                         | 2438                                         | 1834                                         | 10080                                        | 6570                                         | 20922                                        |